# Histoire de l'Union européenne
 (juin 2017).

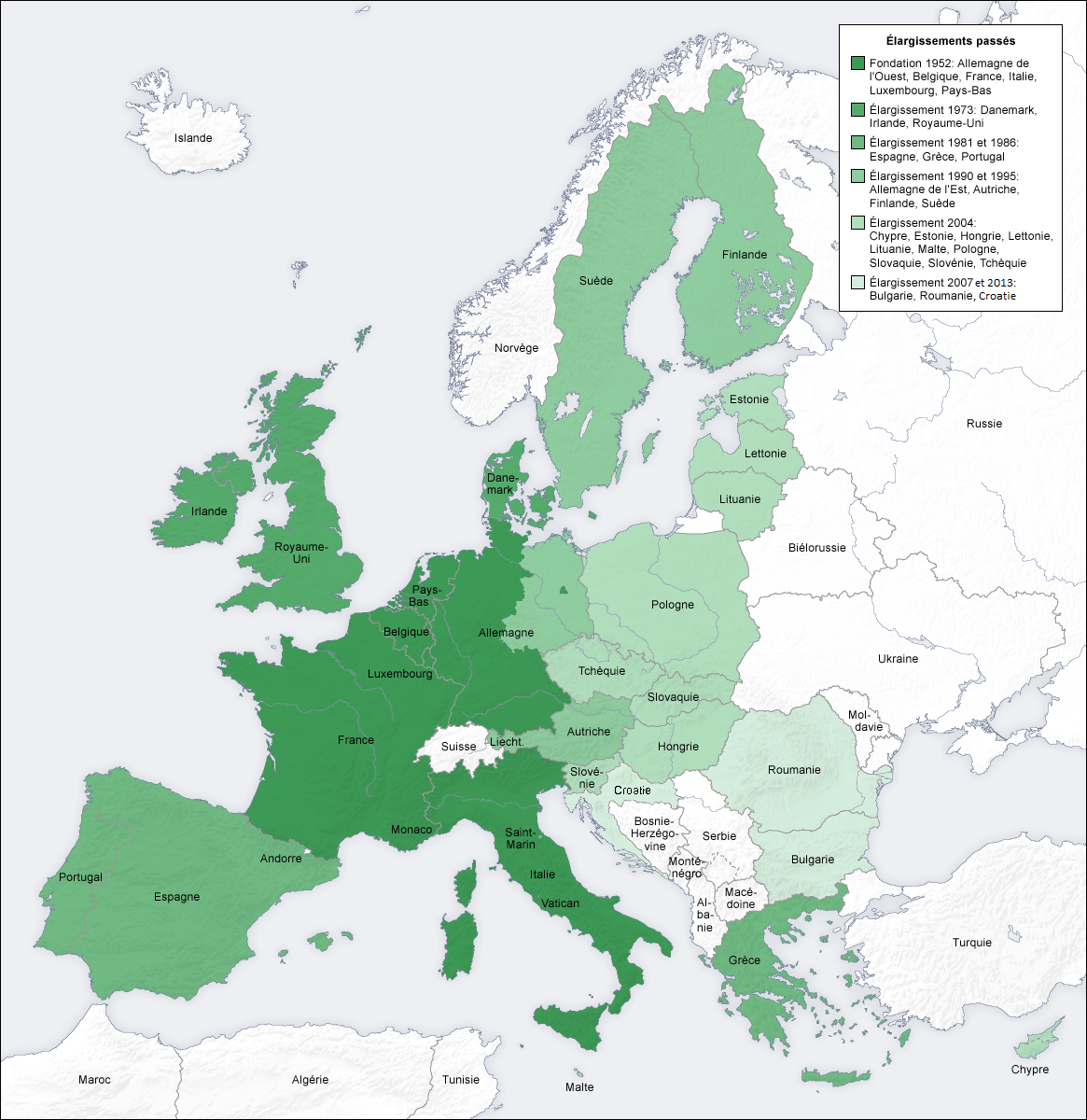
Élargissements successifs de l'Union européenne.

Le drapeau européen : 12 étoiles, quel que soit l'élargissement, pour 27 États membres de l'Union européenne et 47 membres du Conseil de l'Europe,,.

L'histoire de l'Union européenne remonte à la période d'après-guerre et à la volonté des dirigeants politiques de l'époque de créer un « espace de paix et de stabilité ». L'idée d'une unification politique des pays du continent européen, en germe depuis le XVIIIe siècle et les courants de pensée des Lumières et du Printemps des peuples, apparaît plus que jamais indispensable dans une Europe dévastée par des années d'affrontement entre les totalitaristes et le « Monde libre ». De cette volonté, émerge le rêve des grands dirigeants de fonder les « États-unis d'Europe ». Le processus d'unification économique et politique s'est concrétisé par les élargissements successifs de la Communauté européenne puis de l'Union européenne et par l'approfondissement continu de son rôle dans les États membres et sur le plan international.

## Historique de l'Europe

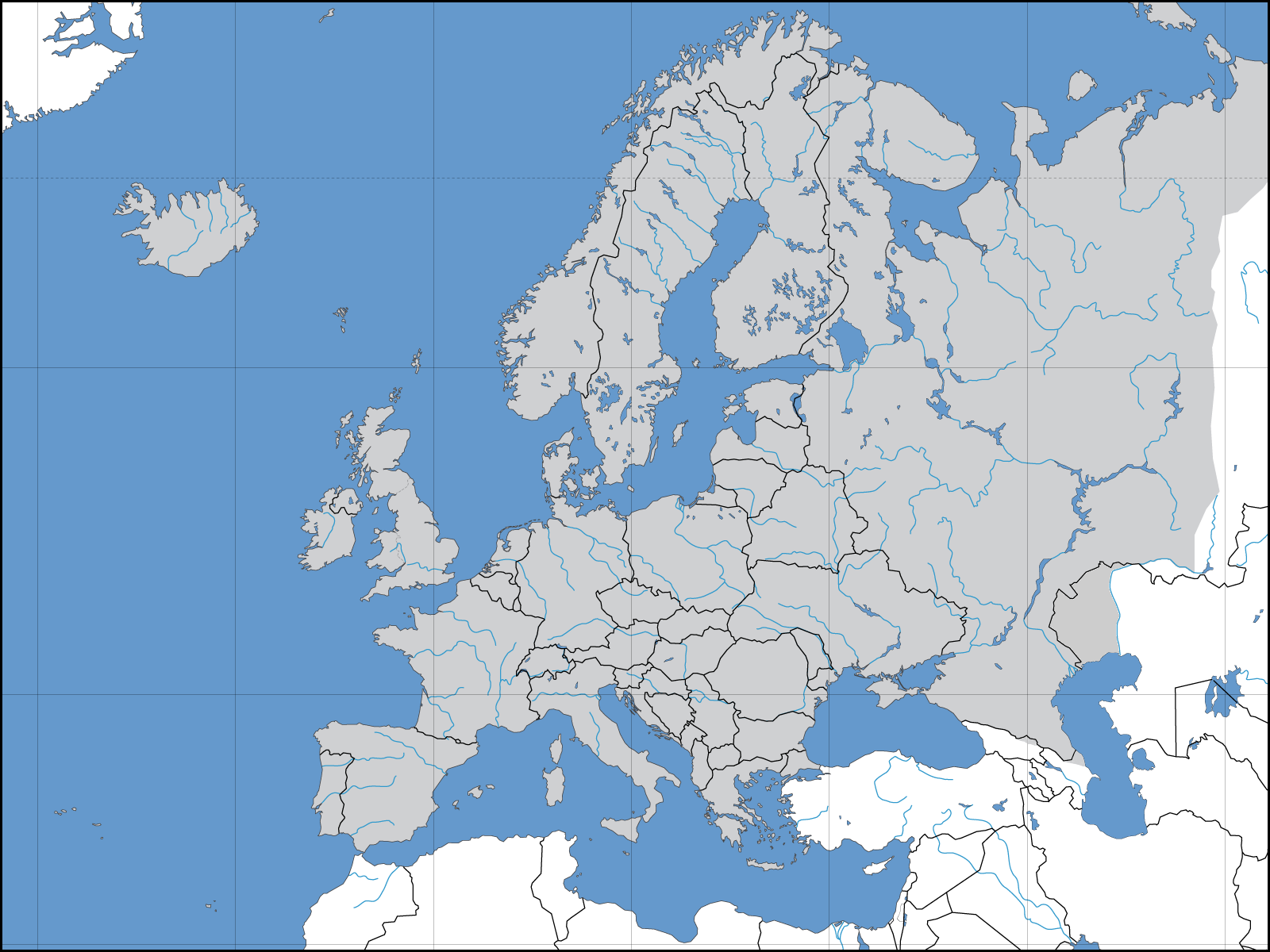
Géographie de l'Europe, des finistères européens jusqu'à l'Oural.
Voir : Atlas Wikimédia de l'Europe, sur Wikimedia Commons.

Le terme « Europe » n'était pas fréquemment employé avant la Renaissance des XVe et XVIe siècles. L'Europe était bien le terme désignant le continent européen (au côté des deux autres continents, l'Asie et l'Afrique), mais on l'employait avec un sens strictement géographique. On employait plus fréquemment le terme « Occident » (par opposition à l'« Orient byzantin »). Le terme « chrétienté » (christianitas) englobait quant à lui l'Occident et l'Orient chrétien.
De l'Antiquité aux premières phases d'intégration européenne, l'Europe a fait émerger – entre phase de conflits et de paix – les bases de valeurs communes.

### Principales tentatives d'unification en Europe
L'espace occupé par le sud et l'ouest de l'Union européenne actuelle était occupé par l'Empire romain. Dès le Ier siècle av. J.-C., il englobait le bassin méditerranéen. Cependant, après le partage de 395, l'Empire romain fut séparé entre l'Empire romain d'Occident et l'Empire romain d'Orient. L'Empire d'Occident ne survécut pas à la période des Grandes invasions, tandis que l'empire d'Orient survécut, sous le nom d'Empire byzantin.

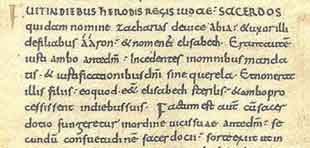
La renaissance carolingienne apporte à l'Occident l'uniformité de l'écriture.

Après la chute de l'Empire romain d'Occident, l'Occident entre dans une période de déclin jusqu'au rétablissement temporaire de l'unité politique au sein de l'Empire carolingien. Pépin le Bref restaura un pouvoir stable en accord avec l'Église de Rome. Son fils Charlemagne établit un pouvoir politique par des conquêtes territoriales. Il se considérait comme le successeur des empereurs romains. Les limites de l'Empire carolingien rappellent alors celle de l'Europe des Six et furent utilisées comme référent culturel de l'Europe naissante. Les problèmes de succession aboutirent au démantèlement de l'Empire carolingien après la mort de l'empereur Louis le Pieux (partage de Verdun de 843) et les invasions normandes, sarrasines et hongroises du IXe siècle dévastèrent une grande partie de l'ancien empire.
Au XIIe siècle, les échanges avec la civilisation arabo-musulmane, alors en avance sur l'Occident chrétien dans les domaines de la science et de la technique, engendrèrent une nouvelle période de renouveau. En pleine période d'essor urbain, le renouveau du savoir se traduisit par l'ouverture d'universités dans quelques grandes villes européennes. L'unité de l'Europe était donc surtout religieuse et culturelle. La querelle entre guelfes et gibelins aux XIIe et XIIIe siècles témoigne d'une recherche d'organisation politique. Le pouvoir politique se démarqua de l'Église à partir de Philippe le Bel (début du XIVe siècle). Cependant, la peste noire et la guerre de Cent Ans interrompirent cet élan.
Dans son épître du 21 juillet 1453 à Nicolas de Cues, le pape Pie II, auteur du traité De Europa, fait part de ses inquiétudes vis-à-vis de la menace turque alors que l'Europe se livre « à des guerres intestines, [pourchassant ses] propres frères, [laissant] les ennemis de la Croix se déchaîner » contre elle. La même année, il concluait dans une lettre à Léonardo Benvoglienti « Tel est le visage de l'Europe, telle est la situation de la religion chrétienne ». À la même époque, le roi hussite de Bohême, Georges de Bohême propose dans son Universitas de 1464, de contenir cette menace par la création d'une assemblée commune et itinérante de l'Europe catholique, financée par la création d'impôts et de moyens spécifiques et impliquant le renoncement de ses membres aux guerres intestines. Cette assemblée avec blason, sceau, trésor, archives, syndic, procurateur fiscal et fonctionnaires, au sein de laquelle chaque nation chrétienne (France, Germanie, Italie…) se verrait attribuer une voix aux suffrages et où les décisions seraient prises à la majorité aurait eu le rôle de force d'arbitrage.

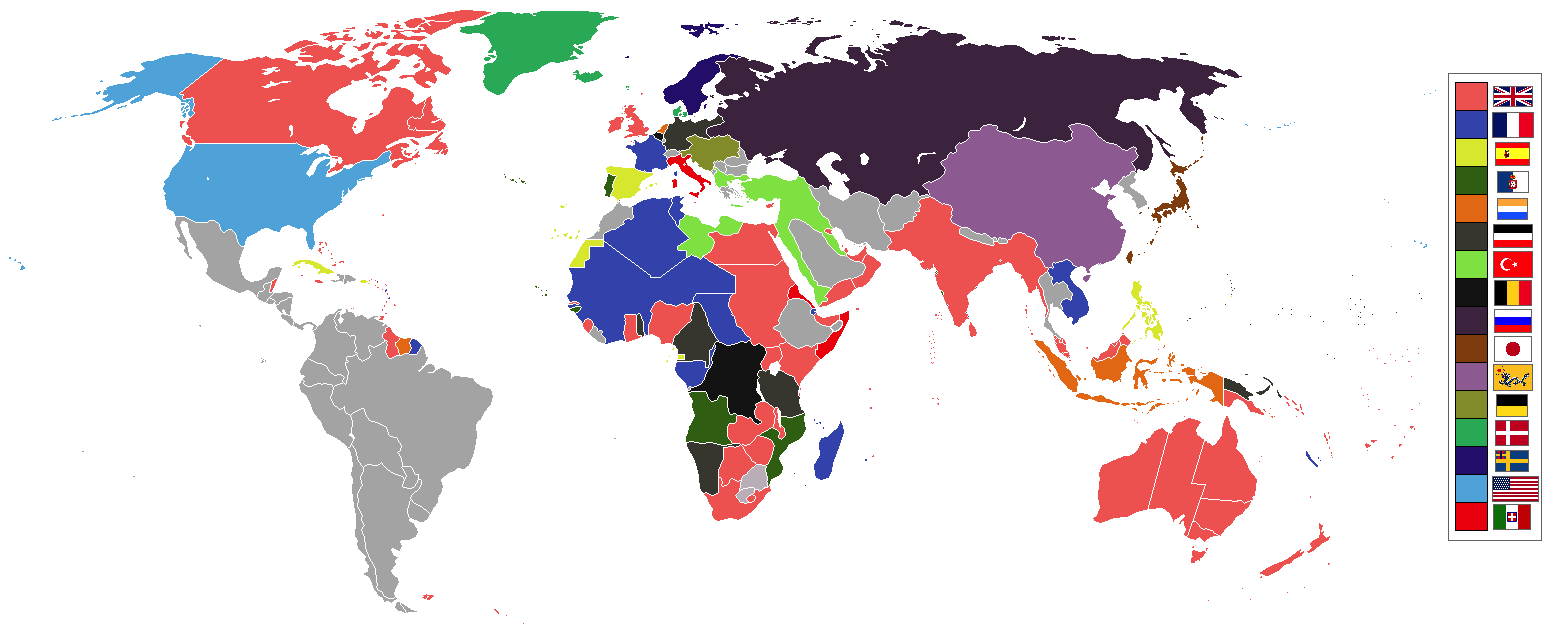
Les Empires coloniaux : la plupart des États européens dominent le Monde depuis l'Époque moderne jusqu'en 1945. Le centralisme vers chaque métropole souligne en revanche leur désunion (situation en 1898).

Érasme avançait déjà dans son Plaidoyer pour la paix l'idée d'un grand ensemble européen. Il désirait que celui-ci contînt les États chrétiens et qu'il reposât sur des valeurs de tolérance et de paix.
L'unification de l'Europe par la force continue sous le règne de Charles Quint, empereur du Saint-Empire romain germanique (première partie du XVIe siècle). De leurs côtés, les Habsbourg dominent l'Autriche, l'Espagne, la Franche-Comté, Milan, Naples et les Pays-Bas. Ils ont façonné le continent européen en l'unifiant politiquement par des guerres, mais aussi par des mariages. Aux XVe et XVIe siècles, l'Europe obtint la suprématie mondiale grâce aux grandes découvertes : c'est le début d'une « protomondialisation », dont la caractéristique est le commerce triangulaire.
En 1620, le duc de Sully imagine, dans ses mémoires, « un corps politique de tous les États d'Europe » dont l'objectif serait la création d'une « paix inaltérable et un commerce perpétuel »,.
Aux traités de Westphalie en 1648, pour la première fois se retrouvent autour d'une table de négociation les grands États d'Europe afin de définir les relations entre eux dans le respect de leur souveraineté respective. Il n'est plus question comme au Moyen Âge d'une chrétienté occidentale unie autour d'une foi commune sous la haute autorité du souverain pontife. Chaque monarque est désormais maître chez lui, y compris en matière religieuse (principe Cujus regio, ejus religio).
Le siècle des Lumières vit des échanges culturels transcendant les frontières : les Lumières françaises avaient leur équivalent avec l'« Enlightenment » anglais, l'« Aufklärung » allemand, l'« Illuminismo » (en italien), l'« Ilustración » (en espagnol).
La Révolution française avait l'ambition d'étendre les valeurs révolutionnaires à toute l'Europe, l'ambition d'accéder à une société plus juste se répandit en Europe au cours du XIXe siècle (Printemps des peuples). Cependant, l'arrivée au pouvoir de Napoléon étendit temporairement et par la force la domination française sur la majeure partie de l'Europe, avec des territoires sous administration française (130 départements) ou des royaumes sous influence française. Cette période propagea certaines valeurs révolutionnaires.
En 1815, après la chute de Napoléon, le congrès de Vienne consacre la création d'un ordre européen où les relations entre États sont contractualisées, avec un « système des congrès » dans lequel les diplomates du continent se réunissent régulièrement. La Sainte-Alliance est le premier traité postulant une unique nation en Europe, signé par l'ensemble des pays du continent, sauf l'Angleterre et le Vatican.
Après la Première Guerre mondiale, le traité de Versailles (1918) entraina la disparition des Empires austro-hongrois et allemand.
En septembre 1929, Aristide Briand propose un Mémorandum sur l'organisation d'un régime d'union fédérale européenne lors de la réunion annuelle de l'Assemblée de la Société des Nations
La Seconde Guerre mondiale, le projet d'intégration forcé de l'Europe sous domination nazie sous Hitler chercha à imposer la vision d'un Empire européen mené par l'Allemagne nazie (Troisième Reich), destiné à durer mille ans (promesses d'un « Ordre nouveau »). Les dégâts humains, sociaux et économiques des deux guerres sur le théâtre européen imposent aux vainqueurs comme aux vaincus l'idée d'une nécessaire pacification des relations sur le continent.
Après la Seconde Guerre mondiale, les États-Unis appuient la création d'une union économique et assurent la défense militaire de l'Europe de l'Ouest face au bloc de l'Est,.

### Idée des«États-Unis d'Europe»
L'idée d'une unité politique européenne s'est construite progressivement à partir du XVIe siècle. Dès la Renaissance, en 1526, dans son ouvrage Des conflits européens et de la guerre turque, l'humaniste espagnol Jean Louis Vivès préconise une union des royaumes d'Europe contre les Turcs. L'Espagne est alors à son apogée et doit mener presque seule des combats contre les Turcs qui s'imposent en Méditerranée.
Les penseurs des Lumières évoquaient déjà cette idée. En 1713, à la suite de la guerre de Succession d'Espagne, longue et sanglante guerre paneuropéenne (1701-1713), l'abbé de Saint-Pierre évoque une union des États de l'Europe afin de supprimer les guerres dans le monde. En[1756, le philosophe Jean-Jacques Rousseau rédige les Extraits et jugements sur le projet de paix perpétuelle, d'après les écrits de Saint-Pierre et note deux idées importantes : associer les États dans leurs relations extérieures, de la même façon que les citoyens sont associés dans l'État et par l'État dans une démocratie et créer un pacte protecteur de lois internationalement reconnues, auxquelles obéiraient les États signataires du pacte,.
La Révolution française tenta sans grand succès d'unifier les peuples d'Europe contre les pouvoirs monarchiques. En 1795, dans son Essai sur la paix perpétuelle, Emmanuel Kant préconisait une « fédération d'États libres » :

« Ce serait là une « Fédération » de peuples, et non pas un seul et même État, l'idée d'État supposant le rapport d'un souverain au peuple, d'un supérieur à son inférieur. Or plusieurs peuples réunis en un même État ne formeraient plus qu'un seul peuple, ce qui contredit la supposition, vu qu'il s'agit ici des droits réciproques des peuples, en tant qu'ils composent une multitude d'États différents qui ne doivent pas se confondre en un seul. »

En 1870, avant la Commune, les militants de l'Association internationale des travailleurs en France adressent un manifeste au peuple allemand : « tendons-nous la main, oublions les crimes militaires que les despotes nous ont fait commettre, les uns contre les autres. Proclamons : la liberté, l'égalité, la fraternité des peuples. Par notre alliance, fondons les États-Unis d'Europe ».
Mais ce fut surtout en réaction aux horreurs de la guerre qu'elle s'imposa avec plus de force, particulièrement après la guerre de 1870 : Victor Hugo appelait de ses vœux la construction d'un État paneuropéen, seul garant de la paix sur le continent. Aussi ces États-Unis d'Europe devaient être également l'endroit où les valeurs républicaines seraient respectées, afin que le monde entier s'en inspirât.

« […] Et on entendra la France crier : C'est mon tour ! Allemagne, me voilà ! Suis-je ton ennemie ? Non ! je suis ta sœur. Je t'ai tout repris, et je te rends tout, à une condition : c'est que nous ne ferons plus qu'un seul peuple, qu'une seule famille, qu'une seule république. Je vais démolir mes forteresses, tu vas démolir les tiennes. Ma vengeance, c'est la fraternité ! Plus de frontières ! Le Rhin à tous. Soyons la même République, soyons les États-Unis d'Europe, soyons la fédération continentale, soyons la liberté européenne, soyons la paix universelle ! »

— Discours du 1er mars 1871 à l'Assemblée nationale.
Cette expression sera d'ailleurs reprise, dans les années 1920 par Aristide Briand. Un autre célèbre discours de Victor Hugo en faveur de la création d'une union du continent européen, est l'appel à l'union européenne en faveur de la Serbie pour l'aider dans sa lutte d'indépendance contre l'occupation turque.
Après la Première Guerre mondiale, la France imposa à l'Allemagne vaincue dans le traité de Versailles le paiement de réparations dans des conditions jugées humiliantes par les Allemands. On peut noter cependant les initiatives de Aristide Briand auprès de la SDN, ainsi que le mouvement « pan européen », véritable laboratoire d'idée pour le futur. Le Marché commun européen fut précédé de tentatives du même ordre, dès les années 1920, dont la plus importante prit la forme d'un appel aux Européens en faveur d'une Union douanière européenne, lancé le 12 mars 1925 par le journaliste Edgar Stern-Rubarth et neuf autres personnalités internationales, parmi lesquelles l'économiste hongrois Elemér Hantos ou l'économiste français Charles Gide, titulaire depuis 1921 de la chaire de coopération au Collège de France.
Dans les années 1930, l'idée d'une « union douanière européenne » était soumise à la conférence économique internationale, afin de lutter contre des barrières douanières alors perçues comme pouvant avoir des conséquences néfastes .
À cette période de nombreux marxistes mettent en avant l'objectif de créer des « États-Unis socialistes d'Europe », avec pour but d'empêcher les guerres et de franchir une étape pour aller vers un internationalisme véritable, tout en s'opposant au capitalisme.
Ce fut après les nouvelles horreurs de la Seconde Guerre mondiale que l'idée est reparue de façon plus large. Durant la guerre, des initiatives en vue de préparer la paix naquirent dans les mouvements de résistance. Ainsi, Altiero Spinelli fonde en 1943 à Milan le Mouvement fédéraliste européen. En 1944 est fondé à Lyon le Comité français pour la fédération européenne. En Allemagne, le mouvement La Rose blanche, dont les dirigeants seront exécutés par les nazis, appelle à une fédération européenne pour l'après-guerre .
Dans un célèbre discours prononcé en 1946 à l'université de Zurich, l'ancien Premier ministre britannique Winston Churchill déclarait, en ne parlant que de l'Europe continentale sans le Royaume-Uni :

« Il existe un remède qui, s'il était généralement et spontanément adopté par la grande majorité des peuples dans de nombreux pays pourrait, comme par miracle, rendre l'Europe aussi libre et heureuse que la Suisse de nos jours. […] Nous devons construire une sorte d'États-Unis d'Europe. […] La première étape consiste à former un Conseil de l'Europe. Et de ce travail urgent, la France et l'Allemagne doivent ensemble prendre la direction. […] Je vous dis donc : « Debout, l'Europe ! ». »

— Discours de Winston Churchill à Zurich en 1946.
En 1947, des socialistes de divers partis européens créent le Mouvement pour les États-Unis socialistes d'Europe. La même année, l'écrivain George Orwell se prononce également pour des États-Unis socialistes d'Europe.
Le Congrès de la Haye, en 1948, rassemble les différents partisans de l'unification de l'Europe. L'une de ses conséquences fut la création du Conseil de l'Europe, première tentative vers la construction d'un avenir commun aux nations d'Europe.
Entre 1948 et 1960, dans un contexte de guerre froide et de lutte contre le communisme, le gouvernement américain, au travers du Comité américain pour une Europe unie, apporta un soutien financier à diverses organisations promouvant l'intégration ou le fédéralisme politique en Europe, à l'instar du Mouvement européen.

## Communautés européennes

Les élargissements de la CEE et de l'UE.

En 1946 à Cologne, Robert Schuman rencontre Konrad Adenauer et Alcide De Gasperi, respectivement chancelier allemand et président du conseil italien, lors d'une réunion entre les dirigeants des partis démocrates chrétiens. Lors de cette rencontre, ils exposent leurs idéaux et posent les fondements d'une Europe unie, dépassant l'opposition séculaire de certains peuples (notamment franco-allemands).
Le 9 mai 1950, Robert Schuman — alors ministre des Affaires étrangères — présenta au quai d'Orsay dans une déclaration, considérée comme l'acte de naissance de l'Union européenne, une proposition relative à une organisation de l'Europe, indispensable au maintien de relations pacifiques.
Dans cette déclaration qu'il avait rédigée avec son conseiller et ami Jean Monnet, il appelle la France, l'Allemagne et les pays européens qui voudront les rejoindre à mettre en commun leurs productions de charbon et d'acier, ressources stratégiques à l'époque — et d'autant plus symboliques qu'ils constituaient le matériau de base à la fabrication de tout armement — pour jeter les premières bases concrètes d'une fédération européenne et permettre une paix durable en Europe, la « Pax Europaea ». Ce faisant, la France prend une démarche inverse de celle qui avait mené aux humiliations imposées par le traité de Versailles et rejoint au contraire le vœu de Victor Hugo. Il ajoute vouloir reverser les bénéfices de cette union aux populations nécessiteuses en Afrique. Dans cette déclaration, Robert Schuman ne néglige pas le choix de la date (il réalise cette déclaration cinq ans après la signature de l'Armistice de la 2e Guerre mondiale à Berlin), il ne néglige également pas le choix des produits (le charbon et l'acier étant à l'époque des matériaux indispensables à une Europe en pleine reconstruction). Enfin, Schuman fait ici de l'économie un moyen au service d'une cause.

« L'Europe ne se fera pas d'un coup, ni dans une construction d'ensemble : elle se fera par des réalisations concrètes créant d'abord une solidarité de fait. […] Dans ce but, le gouvernement français propose immédiatement […]  de placer l'ensemble de la production franco-allemande de charbon et d'acier sous une Haute Autorité commune, dans une organisation ouverte à la participation des autres pays d'Europe. […]  La solidarité de production qui sera ainsi nouée manifestera que toute guerre entre la France et l'Allemagne devient non seulement impensable, mais matériellement impossible. »

— Robert Schuman, déclaration du 9 mai 1950 au Ministère des Affaires étrangères français.

### Chronologie de l'Union européenne et de ses prédécesseurs
| Signature Entrée en vigueur Nom du traité | 1948 Traité de Bruxelles                                      | 1951 1952 Traité CECA                             | 1954 1955 Accords de Paris                            | 1957 1958 Traité de Rome (TCEE) Traité Euratom        | 1965 1967 Traité de fusion                            | 1975 1976 institution officieuse    | 1986 1987 Acte unique européen | 1992 1993 Traité de Maastricht (TUE et TCE) | 1992 1993 Traité de Maastricht (TUE et TCE) | 1997 1999 Traité d'Amsterdam (TUE et TCE) | 2001 2003 Traité de Nice (TUE et TCE) | 2007 2009 Traité de Lisbonne (TUE et TFUE) | 2007 2009 Traité de Lisbonne (TUE et TFUE) |  |  |  |  |  |  |  |  |
|                                           |                                                               |                                                   |                                                       |                                                       |                                                       |                                     |                                |                                             |                                             |                                           |                                       |                                            |                                            |  |  |  |  |  |  |  |  |
| Les trois piliers de l'Union européenne   |                                                               |                                                   |                                                       |                                                       |                                                       |                                     |                                |                                             |                                             |                                           |                                       |                                            |                                            |  |  |  |  |  |  |  |  |
| Communautés européennes                   |                                                               |                                                   |                                                       |                                                       |                                                       |                                     |                                |                                             |                                             |                                           |                                       |                                            |                                            |  |  |  |  |  |  |  |  |
|                                           | Communauté européenne de l'énergie atomique (Euratom)         |                                                   |                                                       |                                                       |                                                       |                                     |                                |                                             |                                             |                                           |                                       |                                            |                                            |  |  |  |  |  |  |  |  |
|                                           |                                                               |                                                   | Communauté européenne du charbon et de l'acier (CECA) | Communauté européenne du charbon et de l'acier (CECA) | Communauté européenne du charbon et de l'acier (CECA) | Dissoute en 2002                    | Dissoute en 2002               | Dissoute en 2002                            |                                             | Union européenne (UE)                     | Union européenne (UE)                 |                                            |                                            |  |  |  |  |  |  |  |  |
|                                           |                                                               |                                                   | Communauté économique européenne (CEE)                | Communauté économique européenne (CEE)                | Communauté économique européenne (CEE)                |                                     |                                | Communauté européenne (CE)                  | Communauté européenne (CE)                  | Union européenne (UE)                     | Union européenne (UE)                 |                                            |                                            |  |  |  |  |  |  |  |  |
|                                           |                                                               | TREVI                                             | TREVI                                                 | Justice et affaires intérieures (JAI)                 |                                                       |                                     |                                | Communauté européenne (CE)                  | Communauté européenne (CE)                  | Union européenne (UE)                     | Union européenne (UE)                 |                                            |                                            |  |  |  |  |  |  |  |  |
|                                           | Coopération policière et judiciaire en matière pénale (CPJMP) | TREVI                                             | TREVI                                                 | Justice et affaires intérieures (JAI)                 |                                                       |                                     |                                |                                             |                                             | Union européenne (UE)                     | Union européenne (UE)                 |                                            |                                            |  |  |  |  |  |  |  |  |
|                                           | Coopération politique européenne (CPE)                        | Politique étrangère et de sécurité commune (PESC) | Politique étrangère et de sécurité commune (PESC)     | Politique étrangère et de sécurité commune (PESC)     | Politique étrangère et de sécurité commune (PESC)     |                                     |                                |                                             |                                             | Union européenne (UE)                     | Union européenne (UE)                 |                                            |                                            |  |  |  |  |  |  |  |  |
| Union occidentale (UO)                    | Union occidentale (UO)                                        | Union de l'Europe occidentale (UEO)               | Union de l'Europe occidentale (UEO)                   | Union de l'Europe occidentale (UEO)                   | Union de l'Europe occidentale (UEO)                   | Union de l'Europe occidentale (UEO) |                                |                                             |                                             |                                           | Union européenne (UE)                 |                                            |                                            |  |  |  |  |  |  |  |  |
| Union occidentale (UO)                    | Union occidentale (UO)                                        | Union de l'Europe occidentale (UEO)               | Union de l'Europe occidentale (UEO)                   | Union de l'Europe occidentale (UEO)                   | Union de l'Europe occidentale (UEO)                   | Union de l'Europe occidentale (UEO) | Dissoute en 2011               |                                             |                                             |                                           |                                       |                                            |                                            |  |  |  |  |  |  |  |  |
|                                           |                                                               |                                                   |                                                       |                                                       |                                                       |                                     |                                |                                             |                                             |                                           |                                       |                                            |                                            |  |  |  |  |  |  |  |  |

### Mise en place de la Communauté européenne du charbon et de l'acier

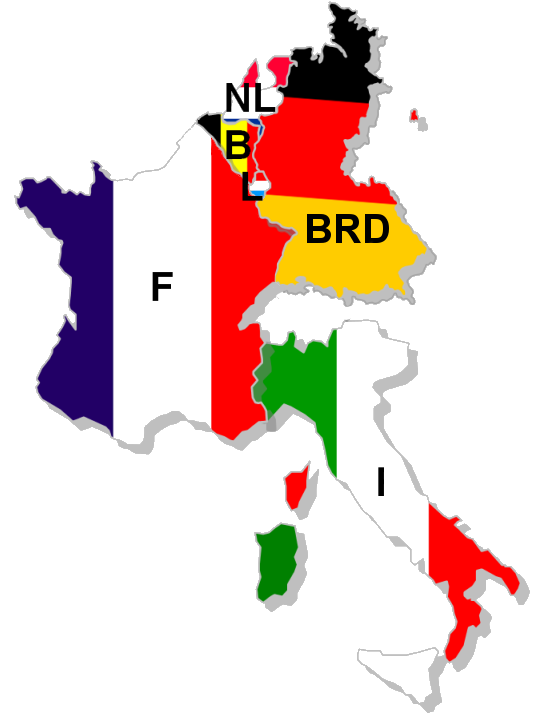
La CECA : l'« Europe des Six ».

Suivant la proposition de Robert Schuman, la France, la République fédérale d'Allemagne, l'Italie, la Belgique, les Pays-Bas et le Luxembourg fondent la Communauté européenne du charbon et de l'acier (CECA). Le traité instituant cette organisation fut signé à Paris le 18 avril 1951, soit moins d'un an après la déclaration du 9 mai. D'une validité de 50 ans, il entra en vigueur le 23 juillet 1952.
Le traité instaure un marché commun du charbon et de l'acier, supprime les droits de douane et les restrictions quantitatives entravant la libre circulation de ces marchandises et supprime toutes les mesures discriminatoires, aides ou subventions, qui seraient accordées par les États signataires à leur production nationale. La gestion de la production de la Communauté est placée sous le contrôle de la Haute Autorité, présidée initialement par Jean Monnet.
La mise en place du traité se fit en plusieurs étapes, avec la mise en place d'une période d'adaptation pour les industries nationales, et le marché ne fut totalement ouvert que le 18 février 1953 pour le charbon et le minerai de fer et le 1er mai 1953 pour l'acier.

### Échec de la Communauté européenne de défense
Alors que Robert Schuman, par le discours de l'horloge, annonce le projet de la CECA, le 9 mai 1950, commence le mois suivant, en juin 1950, la guerre de Corée. Les États-Unis exigent alors un réarmement rapide de l'Allemagne de l'Ouest. Jean Monnet propose l'idée d'une armée européenne, dans laquelle on pourrait intégrer la nouvelle armée ouest-allemande. Dans son esprit, il s'agit d'abord de ne pas entraver les négociations en cours à propos de la CECA, mais aussi de saisir l'occasion pour créer rapidement une nouvelle structure fédérale européenne, comme le propose la Communauté politique européenne (CPE), qui devait établir une fédération des États européens. Le chef de gouvernement René Pleven, le 24 octobre 1950, dévoile devant l'Assemblée nationale, le projet conçu et écrit par Jean Monnet et son équipe. La France propose donc à ses cinq partenaires européens une communauté européenne de défense.
Le projet initial ne convient ni aux Américains ni aux Allemands. De nombreuses négociations déconstruisent le projet initial de J. Monnet, si bien que le traité instituant la Communauté européenne de défense (CED), n'est signé à Paris que le 27 mai 1952. Les États-Unis et la RFA ont réussi à modifier le traité, les premiers en obtenant, par exemple, que les unités de base de cette armée européenne soient beaucoup plus importantes que dans le projet initial, les seconds obtiennent la reconnaissance de leur pleine souveraineté et le droit de constituer des divisions allemandes.
La ratification du traité est obtenue facilement en République fédérale allemande, en Belgique, au Luxembourg et aux Pays-Bas. L'Italie attend le vote du Parlement français. En effet la ratification du traité de la CED fut en France, l'un des débats politiques les plus virulents de la Quatrième République. « La querelle de la CED » est si passionnée que plusieurs chefs de gouvernements cédistes (Pinay, Mayer, Laniel) ne prennent pas le risque de soumettre le traité au vote des députés. Il faut attendre Pierre Mendès France, qui vient juste de conclure les accords de Genève, mettant fin à la guerre d'Indochine, pour qu'un chef de gouvernement ait le courage d'affronter l'épreuve de la ratification. Le 30 août 1954, le traité est rejeté par une question préalable adoptée par 319 voix contre 264. L'échec de la CED met fin à tout espoir d'intégration politique de l'Europe occidentale. Cependant, dès la conférence de Messine, en juin 1955, le projet d'intégration européenne est relancé dans le domaine économique.

### Relance de la construction européenne
Après l'échec de la ratification française de la CED, Jean Monnet démissionne avec fracas de la Haute autorité de la CECA ; il ne confie pas son prochain projet de coopération atomique européenne au gouvernement français, mais il s'approche du ministre belge des Affaires étrangères, Paul-Henri Spaak. Avec ses homologues hollandais et luxembourgeois, Spaak rédige le Mémorandum du Benelux (20 mai 1955), qui envisage la relance de la construction européenne sur deux volets complémentaires :
1. CEEA/Euratom, sur impulsion de Jean Monnet : une communauté européenne de l'énergie atomique, considérée à ce moment-là comme un remède-miracle contre la pénurie énergétique qui suit à la crise de Suez, et un objectif stratégique pour réduire la dépendance énergétique de l'Europe vis-à-vis de l'extérieur.
2. Union douanière, sur impulsion de Ludwig Erhard : un marché commun doté de libre circulation des facteurs de production et de règles de concurrence, afin de garantir un marché pour les exportations belges et allemandes, et ne pas risquer une crise de surproduction (la France est sceptique, dans sa tradition de colbertisme).

À la Conférence de Messine du 1-3 juin 1955, les ministres des Affaires étrangères des pays de la CECA (Martino, Pinay, Hallstein, Bech, Beyen, Spaak) s'accordent pour une extension de l'intégration à tout secteur de l'économie. Le Comité Spaak (juillet 1955 - avril 1956) se charge de la rédaction d'un rapport. Le Royaume-Uni se retire du comité en octobre, car il ne voit pas les bénéfices de l'union douanière, en préférant les rapports préférentiels avec le Commonwealth et la protection des secteurs industriels ; et non plus ceux de l'Euratom, grâce à sa coopération renforcée en matière de nucléaire avec les États-Unis et le Canada. Le Rapport Spaak esquisse les caractéristiques de la CEE et de l'Euratom. Il prévoit une union douanière couplée par un tarif extérieur commun, dans l'optique d'un marché commun général ; une intégration sectorielle poussée est par contre prévue pour le secteur atomique, afin de partager les coûts relevant de la recherche et du développement du nucléaire.
Les mesures du Rapport Spaak sont discutées encore à la conférence de Venise de fin mai 1956, où le gouvernement français (Pineau) remarque sa priorité pour Euratom (deux traités séparés) et la nécessité d'inclure l'association de la communauté économique avec les territoires d'outre-mer.
En octobre 1955, Monnet lance son Comité d'action pour les États-Unis d'Europe, afin de revitaliser et informer la société civile sur les développements de la politique européenne, et en gagner le soutien. Son mouvement préconise la formation d'un gouvernement commun, contrôlé par une assemblée à élection directe et universelle. Ils visent à éviter que les pressions britanniques arrivent à faire tomber le projet de marché commun.
La discussion internationale procède à la CIG de Val Duchesse, où les autres États craignent que la France puisse ne ratifier que le traité Euratom. Le marché commun est un grand souci pour le Benelux et l'Allemagne, qui voudraient une baisse des tarifs, tant à l'extérieur qu'à l'intérieur, tandis que l'Italie et la France soutiennent des tarifs de protection extérieure. La France souligne l'importance de démarrer une Politique agricole commune et d'inclure les territoires d'outre mer. Pour ce qui concerne l'Euratom, la France vise à garantir la possibilité d'utilisation militaire du nucléaire, tandis que les autres États ne sont pas intéressés (en 1954, l'Allemagne renonce volontairement à tout armement ABC) ; la discussion se termine avec la liberté des États de poursuivre leurs propres politiques nucléaires militaires, sous contrôle international.
Le 25 mars 1957 sont signés les Traités de Rome, qui entrent en vigueur après ratification le 1er janvier 1958. Ils ne contiennent aucune limite temporelle, ou procédure de retrait, et indiquent des finalités assez vagues (« une union sans cesse plus étroite entre les peuples »). Ils suivent le schéma fonctionnaliste de la CECA, mais avec moins de supranationalité : l'intérêt est de ne pas réveiller la querelle de la CED en France, qui a montré la difficulté d'accepter une extension des compétences supranationales. La Commission de la CEE (qui n'a pas le nom, politiquement chargé, de Haute autorité), garde seulement le pouvoir d'initiative et de gardienne des Traités, tandis que la majorité des pouvoirs sont confiés au Conseil de la CEE. L'Assemblée des délégués et la Cour de Justice sont communes pour les trois communautés.
L'association des territoires d'outre-mer est garantie par un accord quinquennal de coopération commerciale (zone de libre échange entre les territoires et chacun des États de la CEE) et financière (FED de coopération). L'intérêt français de compenser la perte des liens politiques (guerre d'Algérie) avec plus de liens commerciaux est satisfait, en évitant le risque de tomber dans le néo-colonialisme condamné par l'ONU.

#### Création de la Communauté économique européenne
Le 25 mars 1957, les six pays décident en signant le Traité de Rome d'aller plus loin dans la coopération. Tous les domaines économiques, mais aussi politiques et sociaux sont concernés. Le but est d'aboutir économiquement à un marché commun, le marché commun européen. La Communauté économique européenne (CEE) est l'entité internationale créée par le traité de Rome.
Le Traité de Rome de 1957 prévoit la mise en place d'une union douanière au sein de laquelle sont abolis droits de douane, restrictions quantitatives (quotas) et les mesures d'effets équivalents à des droits de douane. Cette union adopte un tarif extérieur commun pour les marchandises en provenance d'État tiers. Cette libre circulation des marchandises entre les Six consacre la vision de Monnet d'une intégration fonctionnelle : la création de telles solidarités de fait dans le domaine économique doivent amener à des interactions entre les États européens forçant à terme une intégration politique (théorie du functionnal spill over ou de l'effet d'entraînement).
Outre la libre circulation est prévue la mise en place de trois politiques communes, supranationales en ce que la Communauté se voit attribuer une compétence exclusive dans ces trois domaines (transport, agriculture, politique commerciale, cette dernière résultant naturellement de la mise en place du tarif extérieur commun).
La Commission européenne est créée et est chargée de créer une administration intégrée pour veiller à la mise en place des objectifs du Traité. Elle ne dispose cependant que d'un pouvoir de proposition, les décisions devant être prise par le Conseil européen (réunion des ministres des États membres dans leur domaine). Le Parlement européen n'ayant, quant à lui, qu'une fonction consultative.
Les institutions semblent menacées dès leur naissance : l'agonie de la IVe république française amène le général de Gaulle au pouvoir. De Gaulle est très attaché à l'indépendance nationale, ce qui ne l'empêche pas de croire à un destin mondial de l'Europe. Doutant des possibilités de l'intégration européenne, et considérant que la nation est le ciment de l'État moderne, il préfère l'entente entre les nations (conférence de presse du 30 décembre 1961). Charles de Gaulle n'accepte les institutions communautaires que dès lors qu'elles sont compatibles avec son projet pour la France. En témoigne le rejet européen du plan Fouchet en 1962 (plan pour la création d'une Union politique mais de type plus intergouvernemental que le projet de CED) proposé par le général (il s'agit de diminuer les pouvoirs de la Commission européenne ainsi que ceux du Parlement européen). Il essuie un refus net de la part des autres pays membres. Au cours d'une conférence de presse donnée à Paris, le 14 janvier 1963, le président de la République française définit les grands axes de la politique étrangère du pays. Il exprime en premier lieu sa ferme opposition à l'entrée de la Grande-Bretagne dans le marché commun européen (CEE). Le chef de l'État justifie sa position en affirmant que « la nature, la structure, la conjoncture, qui sont propres à l'Angleterre diffèrent de celles des États continentaux ». Il se méfie surtout des solides relations que le Royaume-Uni entretient avec les États-Unis. Dans la même conférence de presse, il réaffirme d'ailleurs l'autonomie de la défense nucléaire française face aux États-Unis. Bien que ses partenaires y soient favorables, il met une nouvelle fois son veto à l'entrée de la Grande-Bretagne dans la CEE en 1967.
Souhaitant effacer les blessures des deux guerres mondiales, le chancelier Konrad Adenauer et le général de Gaulle entendent fonder l'Europe politique sur une coopération entre les deux pays :

« Deux grands peuples, qui se sont longuement et terriblement opposés et combattus, se portent maintenant l'un vers l'autre dans un même élan de sympathie et de compréhension. Il ne s'agit pas seulement d'une réconciliation commandée par les circonstances. Ce qui se produit, en vérité, c'est une espèce de découverte réciproque des deux voisins, dont chacun s'aperçoit à quel point l'autre est valable, méritant et attrayant.
De là, part ce désir de rapprochement manifesté partout dans les deux pays, conforme aux réalités et qui commande la politique parce que, pour la première fois depuis maintes générations, les Germains et les Gaulois constatent qu'ils sont solidaires. »

— Conférence de presse tenue au palais de l'Élysée, 14 janvier 1963.
Ils signent le traité de l'Élysée (1963), inaugurant la réconciliation franco-allemande ouvrant une période d'amitié entre les deux peuples, qui se poursuit avec tous les chefs d'État ultérieurs des deux pays. Le couple franco-allemand devient alors « le moteur de l'Europe ». Toutefois, le traité est largement vidé de sa substance par l'introduction d'un préambule atlantiste voté par le Bundestag sous l'influence de Jean Monnet et des États-Unis :

« Convaincu que le traité du 22 janvier renforcera et rendra effective la réconciliation et l'amitié, il constate que les droits et les obligations découlant pour la République fédérale de traités multilatéraux ne sont pas modifiés par ce traité, il manifeste la volonté de diriger l'application de ce traité dans les principaux buts que la République fédérale poursuit depuis des années en union avec les autres alliés, et qui déterminent sa politique, à savoir, maintien et renforcement de l'alliance des peuples libres et, en particulier, étroite association entre l'Europe et les États-Unis d'Amérique ; défense commune dans le cadre de l'Alliance atlantique ; unification de l'Europe selon la voie tracée par la création de la Communauté en y admettant la Grande-Bretagne, renforcement des communautés existantes et abaissement des barrières douanières. »

Le traité n'a d'implication que sur le plan culturel, avec la création de l'Office franco-allemand pour la jeunesse.
Le président de Gaulle n'entend pas entrer dans la logique fédérale et supranationale et précise son point de vue dans un entretien avec Michel Droit le 14 décembre 1965 entre les deux tours de l'élection présidentielle :

« Je crois qu'il y a, dès lors que nous ne nous battons plus entre Européens occidentaux, dès lors qu'il n'y a plus de rivalité immédiate, et qu'il n'y a pas de guerre, ni même de guerre imaginable, entre la France et l'Allemagne, entre la France et l'Italie, et même, bien entendu, un jour, entre la France, l'Italie, l'Allemagne et l'Angleterre… et bien il est absolument normal que s'établisse entre ces pays occidentaux une solidarité. C'est cela l'Europe ! Et je crois que cette solidarité doit être organisée : il s'agit de savoir comment et sous quelle forme. Alors, il faut prendre les choses comme elles sont, car on ne fait pas de politique autrement que sur des réalités. Bien entendu, on peut sauter sur sa chaise comme un cabri en disant l'Europe ! l'Europe ! l'Europe ! Mais cela n'aboutit à rien et cela ne signifie rien. »

Des difficultés survinrent avec la crise dite « de la chaise vide » en 1965. Le président de la Commission, l'Allemand Walter Hallstein, propose un nouveau mode de financement de la PAC, c'est-à-dire que la Communauté, au lieu de redistribuer les contributions des États Membres, collecterait les droits de douane issus du tarif extérieur commun pour financer la PAC. Les instances communautaires seraient ainsi en mesure de disposer de fonds propres dont l'utilisation aurait été soumise au contrôle du Parlement européen. La France rejeta cette proposition et se saisit de l'occasion pour remettre en question le principe du vote au conseil à la majorité qualifié à la fin de la période de transition (c'est-à-dire en 1970), elle entame ainsi la politique de la chaise vide et le veto systématique qui en résulte bloque les institutions. Le compromis de Luxembourg nécessaire pour y mettre fin dispose que « lorsque, dans le cas de décision susceptible d'être prise à la majorité sur proposition de la Commission, des intérêts très importants d'un ou plusieurs partenaires sont en jeu, les membres du Conseil s'efforceront, dans un délai raisonnable, d'arriver à des solutions qui pourront être adoptées par tous les membres du Conseil, dans le respect de leurs intérêts et de ceux de la Communauté ».
Le principe du vote à la majorité est sérieusement limité, renforçant ainsi la logique intergouvernementale au détriment de l'approche supranationale. La méthode dite de synchronisation adoptée comme méthode de travail au sein du Conseil sur proposition du ministre Allemand Schroeder le 1er avril 1963, et qui consiste à isoler les points de désaccord entre membres du Conseil et à les résoudre selon le principe de réciprocité renforçant davantage cette approche intergouvernementale : les conflits sont résolus en fonction des intérêts des États membres uniquement.

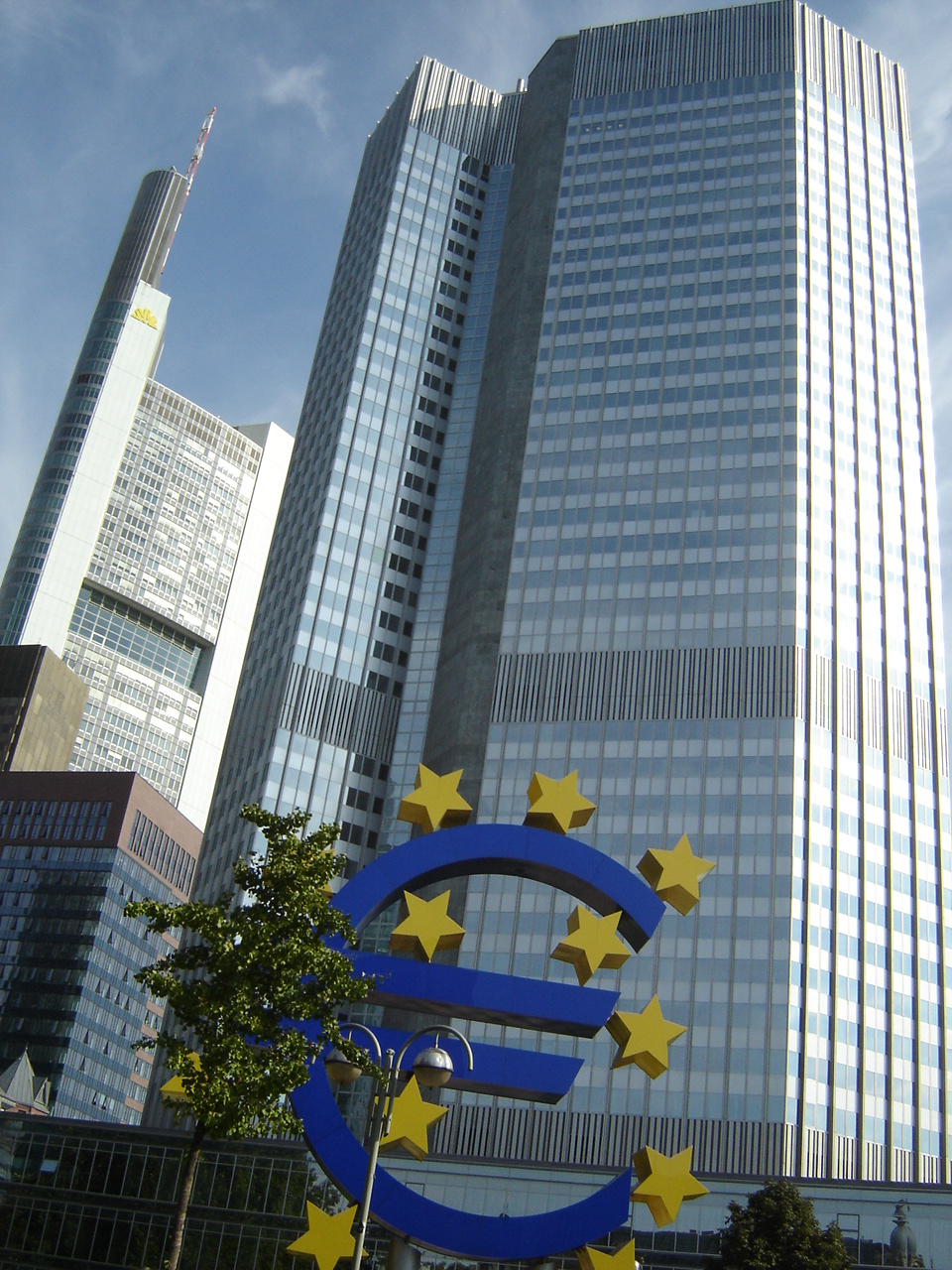
« Eurotower », ancien siège de la BCE à Francfort-sur-le-Main en Allemagne.

Le traité de fusion des exécutifs des trois Communautés est signé le 8 avril 1965 à Bruxelles ; il fusionne les exécutifs des trois communautés, qui à l'origine partageaient déjà la Cour de Justice et le Parlement. Ce sont donc les Conseils et Commissions (appelée Haute Autorité dans le cas de la CECA) qui sont regroupés en un seul Conseil et une seule Commission, basés à Bruxelles. Ce traité entre en vigueur le 1er juillet 1967.
Alors que la France refuse de prendre part au Conseil européen depuis juillet 1965, tous les membres de la CEE se rassemblent, le 29 janvier 1966 à Luxembourg, pour trouver un compromis et mettre fin à la crise. La France reprochait notamment à la Communauté de n'avoir pas tenu ses engagements quant au financement de la Politique agricole commune (PAC). Au terme des discussions, plusieurs compromis sont adoptés, dont le principe d'unanimité décisionnelle. Un État membre pourra désormais faire reporter un vote et prolonger les discussions sur un projet, dans la mesure où celui-ci affecte ses intérêts essentiels.
La France met une nouvelle fois son veto à l'entrée de la Grande-Bretagne dans la CEE en 1967.
La fin des années soixante voyait le blocage des propositions d'intégration européenne par De Gaulle :
- en 1963 le traité de l'Élysée pour la concertation en politique extérieure avec l'Allemagne ;
- en 1963 et 1967 les deux vétos à l'adhésion britannique à la CEE ;
- en 1965-1966 la crise de la chaise vide, contre la volonté de Walter Hallstein de faire voter le Conseil à majorité qualifiée ;
- en 1969 la tentative de directoire franco-britannique (Affaire Soames) contre la CEE.

Il apparaît clair que la relance européenne devait passer par un changement à la tête du gouvernement français. Cela se passait avec Pompidou en 1969, doublé par l'arrivée aussi de Edward Heath et Willy Brandt.
Pompidou, bien que gaulliste, avait été élu sur un programme pro-européen, et avait clairement stipulé que la CEE devait répondre aux demandes britanniques ; Heath, conservateur, proposait tout de suite une troisième candidature en 1970.
Les 1er et 2 décembre 1969, au sommet de la Haye sous présidence hollandaise, les chefs de gouvernement de la CEE s'accordent sur un programme de réformes. La conférence se clôt sur plusieurs décisions qui donnent une nouvelle dynamique à la construction communautaire :
- achever :
  - le sommet marque la fin des 12 ans de transition de la CEE, avec la PAC et le Tarif extérieur commun déjà en place ; l'achèvement du marché commun est porté au 7 février 1970;
  - il faut refinancer la PAC pour la 2e période,
  - on décide de demander certaines entrées du Tarif extérieur commun comme ressources propres de la communauté, en baissant les contributions étatiques ;
- approfondir :
  - on envisage l'élection directe du parlement européen, comme prévu par les Traités ;
  - on donne aval à l'Institut universitaire européen de Florence, à la réforme du FSE et au développement d'un cadre de recherche et technologie européenne, y incluant Euratom ;
  - le comité Werner propose un plan économique-monétaire (taux d'échange fixes garantis) pour l'année 1980
  - on démarre des nouvelles politiques communes, dans les transports, l'industrie et la monnaie ;
  - la Coopération Politique Européenne est lancée pour la coordination de la politique étrangère des États CEE, mais le secrétariat politique prévu par le Rapport Davignon n'est pas mis en place
- élargir : le principe de l'élargissement est accepté par la France qui obtient l'obligation d'une entente préalable entre les Six sur les conditions d'adhésion. Avec la levée du véto français, on peut démarrer les négociations pour l'élargissement au Royaume-Uni, l'Irlande, le Danemark et la Norvège. Pompidou a son intérêt à avoir le Royaume-Uni dans la Communauté, et à son côté, pour mieux répondre et résister aux impulsions fédéralistes et supra-nationalistes de l'Allemagne et du Benelux.

#### Du premier élargissement à l'Union européenne

Élargissements successifs de l'Union européenne.

- 1er janvier 1973 : Royaume-Uni, Danemark et Irlande
- 1er janvier 1981 : Grèce
- 1er janvier 1986 : Espagne et Portugal

##### Élargissement au Nord
Le premier élargissement de la CEE dans les années soixante-dix est une des conséquences de la bonne réussite économique de l'union douanière, achevée par la CEE en 1968, par rapport à l'intégration lâche de l'EFTA/AELE (zone de libre échange). La CEE pouvait en effet compter sur une taille majeure, une contiguïté géographique, et les hauts taux de croissance économique de la période de la reconstruction. Déjà en 1961 le Royaume-Uni soumet une demande d'adhésion, mais De Gaulle émet un véto français en 1963 comme en 1967, contre l'avis favorable des cinq autres États membres.
Les conditions se modifient en 1969/1970, avec l'arrivée au gouvernement de Heath, Pompidou et Brandt. Heath soumet une troisième candidature, à laquelle la France ne met pas son véto. Les négociations d'adhésion commencent déjà en 1970. Pour le Royaume-Uni on envisage une période d'adaptation avant l'adhésion, et sept ans de transition avant l'intégration de la PAC, pour régler les rapports avec les pays du Commonwealth, tandis que pour le Danemark, l'Irlande et la Norvège on prévoit l'accès direct aux fonds PAC et cinq ans d'adaptation. Pour le Royaume-Uni, l'adhésion à la CEE représente la possibilité de revitaliser son économie, de contrer l'influence croissante de la France sur le continent (sous pression américaine), mais aussi de mettre en place une nouvelle politique extérieure à la suite de l'échec de Suez 1956.
Entre 1961 (première candidature du Royaume-Uni) et 1973 (adhésion) les performances économiques de la CEE suivent une tendance négative, l'adhésion du Royaume-Uni représente ainsi une impulsion économique. Par contre, Londres craint d'être en position de contributeur net dans la CEE, étant donné que les subventions de la PAC n'ont que peu d'impact sur son agriculture. Pour cette raison, son entrée dans la CEE pousse à l'introduction de la politique régionale de cohésion, bénéficiant aux régions les plus marginales (avec soutien de l'Italie). Sur le plan législatif, la Communauté accepte l'entrée du Royaume-Uni avant de proposer des sauts qualitatifs dans l'acquis. Les mêmes problèmes ne se présentent pas pour les autres pays nordiques intéressés par l'adhésion, dont les économies sont strictement liées à la Grande-Bretagne, et qui ont bien bénéficié des fonds PAC. Toutefois, l'adhésion est rejetée par référendum en Norvège, car les règles européennes auraient affecté fortement le secteur de la pêche
L'élargissement de 1973 renforce l'axe économique Londres-Rotterdam-Rhin, et représente une ouverture de la CEE vers le Nord, à tradition protestante, libérale et atlantiste, en contraste avec les pays du sud (France et Italie), plus dirigistes[réf. nécessaire]. Sur le plan économique, la nécessité d'harmoniser les tarifs extérieurs des nouveaux pays membres amène à un accord de libre échange CEE-AELE (ce qui n'avait pas été possible dans les années 1960).
En 1974, l'arrivée au gouvernement anglais du travailliste Harold Wilson amène le Royaume-Uni à demander une renégociation des termes d'adhésion, soutenu par la menace d'un referendum populaire sur la CEE. Le Royaume-Uni obtient des concessions par rapport au régime des importations (convention de Lomé 1975) qui substitue Yaoundé II, rattachant les colonies britanniques dans la définition de pays ACP, la mise en œuvre de la politique régionale, et la possibilité (bien que lointaine) d'un remboursement des contributions anglaises.
Le 22 janvier 1972 à Bruxelles, l'Irlande, le Royaume-Uni, le Danemark et la Norvège signent un traité d'adhésion au marché commun européen. Dès le 1er janvier 1973, les Britanniques, les Danois et les Irlandais intègrent la CEE ; en revanche, les Norvégiens refusent par référendum d'entrer dans la Communauté européenne.

##### Système monétaire européen
Réuni à Paris, le 13 mars 1979, le Conseil européen prend la décision de créer un système monétaire européen, le SME. La nouvelle monnaie européenne, qui n'est, dans un premier temps, qu'une unité de compte, est baptisée ECU.
La relance européenne de 1969, avec la coopération entre Pompidou et Helmut Schmidt, amène entre autres à la rédaction du plan Werner sur la coopération monétaire. Le plan envisageait une convertibilité fixe garantie entre monnaies européennes pour l'année 1980, afin de contrer les effets de distorsion du marché commun causés par les fluctuations monétaires. Le plan s'écroule avec la crise du système de Bretton Woods en 1971, et les réponses nationales protectionnistes à la crise monétaire. Pour limiter les distorsions du marché commun causé par les fluctuations monétaires, les États s'accordent sur le « tunnel monétaire » (Accords de Washington, 1971, 10 % sur le dollar) en sens externe, et sur le serpent dans le tunnel (1971, 5 % fluctuation réciproque, puis 2,25 %) en sens interne. Le système reste très instable et sujet aux spéculations internationales.
En 1977 Roy Jenkins, président britannique de la Commission, à Florence, propose la création du Système monétaire européen (SME), qui entre en vigueur en 1979. Le SME se constitue comme système de fluctuations concordées sur la moyenne de l'ECU ; il prévoit aussi l'indépendance des Banques Centrales, un Fonds européen de coopération monétaire (FECOM) et la convergence des politiques économiques. Le SME traverse des phases de turbulence, consolidation et stabilité, grâce à la place centrale acquise par le Deutsche Mark comme monnaie d'ancrage, jusqu'à son écroulement en 1992.
Dans les années 1980, la contribution des industrialistes de l'ERT (Table ronde des Industriels européens) souligne le manque de connexion et les barrières non tarifaires qui segmentent le marché commun, en réduisant les bénéfices. Le nouveau but devient le marché unique (Rapport Delors 1985 et Acte Unique 1986), à soutenir par une monnaie commune. Le Sommet de Hanovre en 1988 donne l'aval, et en 1989 Delors présente dans son rapport un plan en trois étapes, approuvé au conseil de Madrid 1989 et demandé au groupe Guigou pour détails. Au sommet de Strasbourg du 8 décembre 1989, on approuve définitivement, et le plan rentre dans le texte de l'accord de Maastricht de 1991/1993. L'introduction d'une monnaie unique, au lieu d'autres alternatives (taux d'échange fixes garantis, par exemple) est une décision politique avant d'être économique : elle représente, avec la coopération PESC en politique extérieure, une multilatéralisation de la politique allemande, considérée par Kohl comme un prix à payer (déjà en 1988, le pays renonce au symbole de sa puissance économique) pour obtenir l'aval des autres États européens à la réunification soudaine. Par contre, les contraintes fortes des critères de Maastricht, poussés par l'Allemagne, représentent la volonté que l'euro soit aussi fort que le mark, et la BCE aussi indépendante que la Bundesbank.
Les plans d'intégration monétaires doivent faire face à la crise économique de 1992, mais arrivent à bien résister grâce à la reprise économique mondiale dans la deuxième partie de la décennie. En 1999 la vérification des critères amène onze pays (puis 12 avec la Grèce en 2001) à rentrer dans la zone euro dès le début. La circulation de la nouvelle monnaie commence en 2002.

##### Élection directe du Parlement européen
Le 7 juin 1979, les citoyens des neuf États membres de la Communauté européenne élisent pour la première fois les députés du Parlement européen au suffrage universel direct. La plus forte participation est celle de la Belgique avec 91 % (le vote est obligatoire en Belgique) et la plus faible celle de la Grande-Bretagne, avec 31 %. En France, elle s'élève à 60 %. Le Parlement, dont le siège est à Strasbourg, a un rôle consultatif. Mais il est également compétent pour légiférer aux côtés du Conseil des ministres et exerce un contrôle sur la Commission. Élu en juin au suffrage universel, le Parlement européen siégeant à Strasbourg procède, lors de sa première session, le 17 juillet 1979, à l'élection de son président. À la majorité absolue et au deuxième tour, l'ancienne ministre française de la Santé, Simone Veil (52 ans), l'emporte. Madame Veil, qui conduit la liste UDF (Union pour la démocratie française), le parti du président Valéry Giscard d'Estaing, est connue du grand public pour son combat en faveur de la légalisation de l'interruption volontaire de grossesse en 1975. Élue pour cinq ans à la présidence du Parlement européen, elle s'attache jusqu'en 1982 à promouvoir l'élargissement de l'Europe tout en ayant à cœur d'améliorer les conditions sociales des Européens.

##### Élargissement au Sud
Le 1er janvier 1981, la Grèce intègre la Communauté économique européenne (CEE) et devient le pays le plus pauvre de la communauté, avec une inflation et un chômage catastrophiques.
La France s'oppose d'abord à l'entrée de l'Espagne et du Portugal dans la CEE. En effet, les partis communiste et gaulliste (RPR) voient dans ces pays de féroces concurrents agricoles. Néanmoins, un compromis est trouvé et les pays candidats se voient imposer des quotas de vente. Le Portugal et l'Espagne signent, le 12 juin 1985, leur adhésion à la Communauté économique européenne. La CEE compte donc désormais douze pays et 320 millions d'habitants, sur une superficie de deux millions de kilomètres carrés. Des Programmes intégrés méditerranéens (PIM) sont mis en place pour permettre un rattrapage des nouveaux adhérents (Portugal, Espagne, Grèce ; France et Italie étant aussi éligibles) en termes d'infrastructures et faciliter ainsi leur intégration.

##### Schengen, l'Acte unique et la route vers Maastricht
Le 30 novembre 1979, la Première ministre britannique Margaret Thatcher demande « un rabais » de la contribution britannique au budget européen. Elle réussit à faire valoir ses prétentions le 26 juin 1984 au Conseil européen de Fontainebleau. C'est ce qu'on appelle depuis le « chèque » britannique.
Les accords signés à Schengen (Luxembourg) par plusieurs États européens, le 14 juin 1985, prévoient l'abolition des contrôles aux frontières communes entre les États signataires. Cette suppression des contrôles intérieurs est accompagnée de la mise en place de règles communes sur l'entrée et le séjour des ressortissants n'appartenant pas à la Communauté européenne. Ces accords sont complétés par une convention d'application en 1990 et entrent en vigueur en 1995.
Signé en février 1986, le traité de l'Acte unique européen entre en vigueur le 1er juillet 1987. Il apporte des modifications au traité de Rome, et donc, à la Communauté économique européenne (CEE). Son objectif est d'accélérer la mise en place du marché intérieur, dont l'achèvement est prévu pour décembre 1992. Il est, pour cela, nécessaire de renforcer les pouvoirs des institutions européennes (Conseil, Parlement, Commission) et d'élargir leurs domaines de compétence à l'environnement, à la politique étrangère et à la recherche technologique.
Avec le traité de Maastricht signé en 1992, la CEE est intégrée dans l'Union européenne (UE). Elle est renommée Communauté européenne le 1er novembre 1993.

## Naissance de l'Union européenne

### Traité de Maastricht
- 1990 : Réunification allemande et intégration de la RDA dans la CEE.
- 1992 : Sommet de Maastricht et référendums au Danemark, en France et en Irlande.
- 1993 : Entrée en vigueur du traité de Maastricht (TUE).
- 1995 : Adhésion de la Suède, de l'Autriche et de la Finlande, en application du traité de Corfou.
- 1997 : Entrée en vigueur du traité d'Amsterdam.
- 2000 : Entrée en vigueur du traité de Nice.

Le traité de Maastricht représente une nouveauté, en tant qu'il envisage une union politique à dimension étatique. Il constitue l'approfondissement de la gouvernance européenne, avant de s'élargir aux pays neutres et postcommunistes. Plusieurs caractéristiques de la nouvelle structure de Maastricht représentent un saut qualitatif dans la construction européenne :
- l'introduction de nouveaux champs de compétence (PESC et JAI), bien que seulement à niveau de coopération intergouvernementale, parallèle à la méthode communautaire de la CE ;
- les attributions étatiques de la nouvelle UE qui regroupe CE, PESC et JAI : les éléments constitutionnels prévus dans l'implant des Traités, et la définition de citoyenneté européenne ;
- la reforme de la gouvernance, et le rôle accru du Parlement européen ;
- l'objectif de l'union monétaire comme prochaine étape de l'intégration économique après le marché unique. Cela, couplé avec la coopération en politique extérieure (PESC), marque une double multilatéralisation de la politique allemande, prix à payer pour la réunification soudaine.

De l'autre côté, l'implant du traité de Maastricht reste incomplet :
- le résultat est asymétrique, car les nouvelles compétences de l'Union sont soumises aux veto des États ; les accords sont ensuite révisés à Amsterdam (1997) et Nice (2000) ;
- il surgit un capability/expectation gap en PESC (trop d'attentes pour trop peu de possibilités réelles en politique étrangère), qui amène à une crise de confiance avec l'éclatement des guerres yougoslaves ;
- les plans d'intégration monétaires doivent faire face à la crise économique de 1992, mais arrivent à bien procéder grâce à la reprise économique mondiale dans la deuxième partie de la décennie ;
- l'approfondissement des compétences et la nouvelle relevance par rapport aux États amènent à une crise de légitimité. On commence à parler d'un déficit démocratique de l'Union, causé par le manque d'intégration des masses dans le système politique communautaire.

### Union économique et monétaire
- 1er janvier 1999 : naissance de l'euro (au cours de 1 euro = 1 ECU) et adoption par onze pays membres ;
- 1er janvier 2001 : la Grèce adopte à son tour l'euro ;
- En juin 2001, les Irlandais votent « non » au référendum sur le traité de Nice et l'élargissement. Après une mise au point des politiques, les Irlandais ratifient finalement le traité à l'occasion d'un nouveau référendum, en octobre 2002.
- 1er janvier 2002 : introduction des pièces et billets en euro ;
- 1er trimestre 2002 : suppression du cours légal des monnaies nationales dans les pays ayant adopté l'euro.
- 1er janvier 2007 : la Slovénie rejoint la Zone euro.
- 1er janvier 2008 : Chypre et Malte rejoignent la Zone euro.
- 1er janvier 2009 : la Slovaquie rejoint la Zone euro.
- 1er janvier 2011 : l'Estonie rejoint la Zone euro.
- 1er janvier 2014 : la Lettonie rejoint la Zone euro.
- 1er janvier 2015 : la Lituanie rejoint la Zone euro.
- 1er janvier 2023 : la Croatie rejoint la Zone euro.

## Consolidation

### Grand élargissement de 2004
Le rapport stratégique de la Commission européenne du 9 octobre 2002 recommanda l'adhésion de huit pays candidats d'Europe centrale et d'Europe de l'Est au cours de l'année 2004 : l'Estonie, la Lettonie, la Lituanie, la Pologne, la République tchèque, la Slovaquie, la Hongrie et la Slovénie. Les îles méditerranéennes de Malte et de Chypre adhérèrent également à l'Union au même moment, y compris, pour cette dernière, la zone qui échappe actuellement à son contrôle effectif, selon les termes du protocole no 10 du Traité d'Athènes.
Le Conseil de l'Union se prononça le 13 décembre 2002 à Copenhague en faveur de l'adhésion de ces dix pays et le Parlement l'accepta le 9 avril 2003. Le traité d'adhésion fut signé le 16 avril 2003 à Athènes.
La population totale des nouveaux entrants était à leur entrée dans l'Union d'environ 75 millions d'habitants et leur PIB d'environ 840 milliards de dollars, soit à peu près celui de l'Espagne à la même époque.

### Constitution

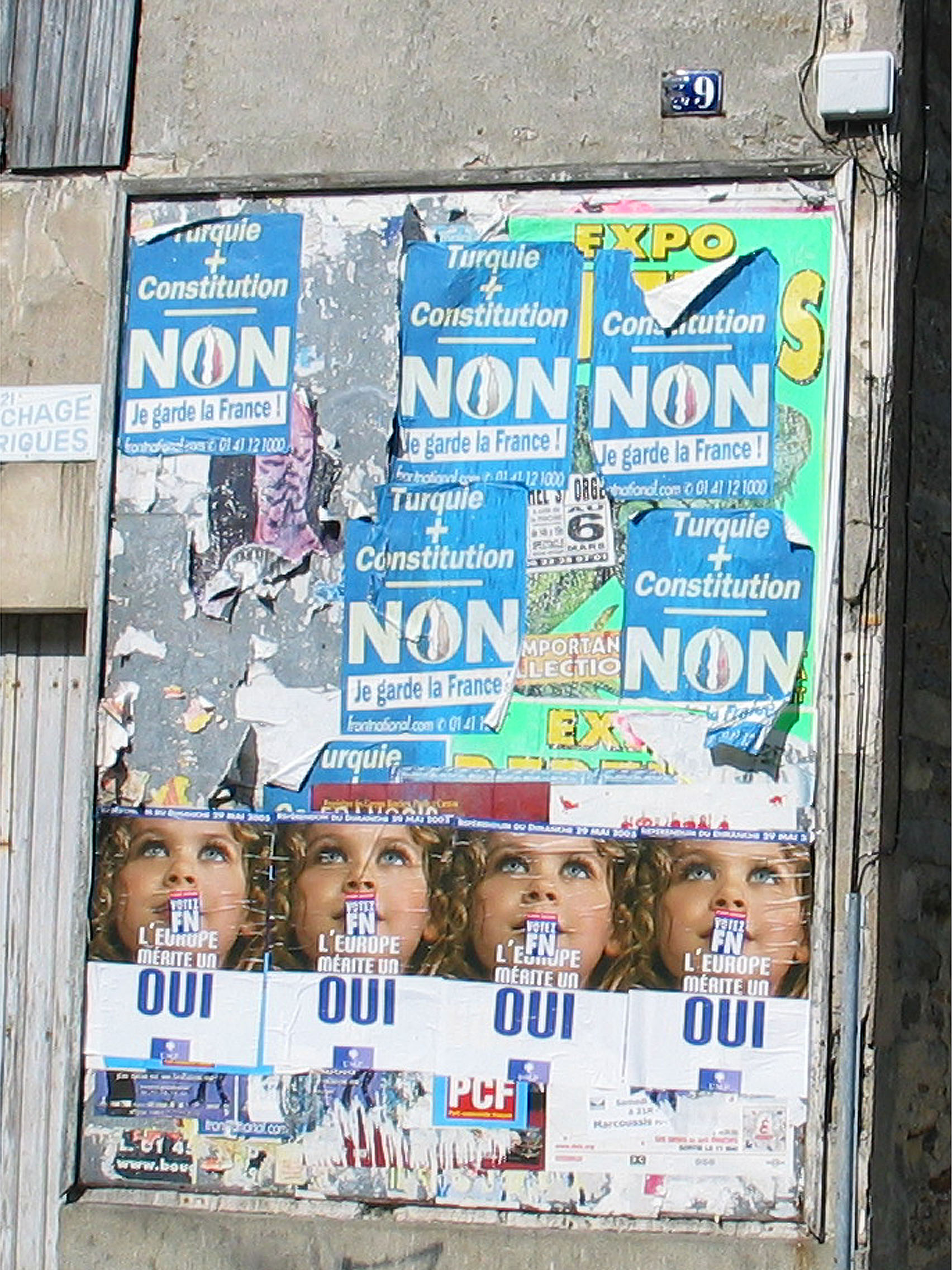
référendum français du 29 mai 2005.

L'Union européenne envisageait de se doter d'une Constitution européenne, qui regrouperait, enrichirait et clarifierait les traités fondateurs. Fin 2001, le Conseil européen convoqua par la déclaration de Laeken une convention sur l'avenir de l'Europe, chargée d'établir un projet de constitution.
En 2005, à la suite des rejets de la constitution par les peuples français et néerlandais, consultés par référendum, la ratification fut suspendue dans la plupart des États. Cet événement traumatisa les institutions européennes. Après qu'une nouvelle majorité fut issue des urnes (élections présidentielles puis législatives de 2007), une nouvelle forme du même traité, dit traité modificatif, fut lancée et permit à l'Union européenne de sortir de la crise, sans que les peuples ne fussent de nouveau consultés pour éviter le risque d'un rejet[source secondaire souhaitée]. Toutefois, la consultation du peuple était constitutionnellement obligatoire en Irlande.

### De nouveaux enjeux: la gouvernance d'internet
La Commission européenne, en vertu du monopole d'initiative qu'elle exerce dans le cadre de ses compétences sur le premier pilier de l'Union européenne, est force de proposition à travers les comités consultatifs qui interviennent dans les processus de décision, tout particulièrement pour ce qui touche à la communication par l'internet et aux Livres blancs, tous sujets qui touchent à la politique européenne de développement durable.

### Entrée en vigueur du traité de Lisbonne (2009-2015)

#### Contenu du traité de Lisbonne
Le traité de Lisbonne est un traité signé le 13 décembre 2007 à Lisbonne entre les vingt-sept États membres de l'Union européenne, qui transforma l'architecture institutionnelle de l'Union.
Ce traité fut préparé au second semestre 2007 par une conférence intergouvernementale (CIG) constituée pour pallier la non-ratification du traité établissant une constitution pour l'Europe de 2004.
À la différence du traité constitutionnel de 2004, qui remplaçait les deux grands traités par un texte nouveau, le traité de Lisbonne conservait les traités existants tout en les modifiant en profondeur : le traité instituant la Communauté européenne (Rome, 1957), qui fut rebaptisé « traité sur le fonctionnement de l'Union européenne », et le traité sur l'Union européenne (Maastricht, 1992).
Le traité de Lisbonne entra en vigueur le 1er décembre 2009, soit le premier jour du mois qui suivit l'achèvement du processus de ratification dans les vingt-sept États signataires, avec dépôt des instruments de ratification à Rome.

#### Adhésion de la Croatie
La Croatie avait déposé sa candidature pour l'adhésion à l'Union européenne en 2003. Cette candidature avait été reconnue puis l'adhésion fut acceptée le 9 décembre 2011 avec la signature du traité d'adhésion.
Cette adhésion entra en vigueur le 1er juillet 2013.

## Penseurs et acteurs de l'intégration européenne

### Avant la Seconde Guerre mondiale
- L'empereur Charlemagne, surnommé le « père de l'Europe » par un poète anonyme du IXe siècle[41].
- Érasme, humaniste, théologien et précepteur néerlandais, l'un des plus représentatifs de la Renaissance européenne.
- Luis Vives, humaniste espagnol du XVIe siècle.
- Charles-Irénée Castel de Saint-Pierre (1658-1743), dit l'abbé de Saint-Pierre, écrivain et diplomate français; auteur du Projet pour rendre la paix perpétuelle en Europe.
- Jean-Jacques Rousseau, philosophe de langue française du XVIIIe siècle célèbre de son vivant dans toute l'Europe.
- Friedrich Schiller, poète allemand, auteur en 1785 de l'Ode à la joie.
- Emmanuel Kant, philosophe allemand du XVIIIe siècle.
- Saint-Simon publie, avec l'aide d'Augustin Thierry, De la réorganisation de la société européenne dans lequel il propose une réconciliation entre la France et l'Angleterre.
- Napoléon Ier, général, homme politique et empereur des français de 1804 à 1815.
- Victor Hugo, poète et célèbre écrivain français, auteur du livre Les Misérables.
- Jean Jaurès, normalien, agrégé de philosophie. Écrivain, homme politique et député socialiste français assassiné en 1914 à cause de son pacifisme.
- Romain Rolland, écrivain, humaniste et pacifiste français.
- Richard Nikolaus de Coudenhove-Kalergi, qui publie Paneuropa dans lequel il propose le premier projet moderne d'une Europe unie.
- Gustav Stresemann (1878-1929), homme politique et diplomate allemand, prix Nobel de la paix en 1926.
- Aristide Briand, président du conseil et ministre français.

### Les Pères fondateurs
- Jean Monnet, économiste français, président-fondateur de la CECA[31].
- Robert Schuman, ministre français et président du Parlement européen.
- Walter Hallstein, juriste et homme politique allemand, premier président de la Commission des Communautés européennes.
- Konrad Adenauer, homme politique allemand, chancelier de 1949 à 1963.
- Altiero Spinelli, homme politique italien et fondateur du Mouvement fédéral européen.
- Alcide De Gasperi, président du Conseil italien et président du Parlement européen.
- Paul-Henri Spaak, Premier ministre belge et président du Parlement européen.

### Les acteurs successeurs
- Valéry Giscard d'Estaing, président de la République française de 1974 à 1981 et Président de la Convention européenne de 2001 à 2004.
- Jacques Delors, ministre français et Président de la Commission Européenne de 1984 à 1995. Artisan de l'euro.
- François Mitterrand, président de la République française de 1981 à 1995. Artisan du Traité de Maastricht.
- Helmut Kohl, chancelier allemand de 1982 à 1998. Artisan du Traité de Maastricht.
- Simone Veil, ministre française et Présidente du Parlement européen.
- François-Xavier Ortoli, ministre français et Président de la Commission européenne de 1972 à 1977.
- Pierre Werner, président du Gouvernement luxembourgeois, chargé de l'établissement d'un plan par étapes de l'Union économique et monétaire (UEM) en 1970.
- Willy Brandt, chancelier allemand de 1968 à 1974.
- Georges Pompidou, président de la République française de 1969 à 1974.
- Charles de Gaulle, président de la République française de 1958 à 1969.
- Albert Camus, écrivain français
- Edgar Morin, philosophe, sociologue et essayiste français. Directeur de recherche émérite au CNRS. Pour l'élaboration d'un dessein européen commun.

## Évolutions territoriales
| Événement                                                                                    | Date               | États membres et Régions ultrapériphériques (RUP) | Pays et territoire d'outre-mer (PTOM) | Territoires à statut spécial | Territoires devenus indépendants | Cartes |
| -------------------------------------------------------------------------------------------- | ------------------ | --- | --- | --- | --- | ------ |
| Fondation de la CECA Traité de Paris                                                         | 23 juillet 1952    | Allemagne de l'Ouest, Belgique, Berlin-Ouest, France, Italie, Luxembourg, Pays-Bas, Protectorat de Sarre                                              | | Afrique française du Nord, Afrique-Équatoriale française, Afrique-Occidentale française, Indochine française, Congo belge, Antilles néerlandaises, etc.[Quoi ?] | |        |
| Décolonisation                                                                               | 1953–1957          | Le protectorat de Sarre réintègre l'Allemagne de l'Ouest                                                                                              | | | Cambodge, Laos, Maroc, Tunisie, Viêt Nam |        |
| Fondation de la CEE et de l'EURATOM Traité de Rome Traité Euratom                            | 1er janvier 1958   | Intégration de l'Algérie française, La Réunion, la Guyane, la Martinique et la Guadeloupe                                                             | Indochine française, Afrique française du Nord, Afrique-Occidentale française, Afrique-Équatoriale française, Congo belge, Angola portugais, Mozambique portugais, Guinée portugaise, etc.[Quoi ?] | Antilles néerlandaises, Guyane néerlandaise et Berlin-Ouest | |        |
| Décolonisation                                                                               | 1958–1962          | | | | Bénin, Burkina Faso, Burundi, Cameroun, Centrafrique, Congo, Côte d'Ivoire, Gabon, Guinée, Madagascar, Mali, Mauritanie, Niger, Nouvelle-Guinée néerlandaise, République démocratique du Congo, Ruanda-Urundi, Sénégal, Somalie, Tchad, Togo |        |
| Décolonisation                                                                               | 5 juillet 1962     | | | | Algérie |        |
|                                                                                              | 1er septembre 1962 | | Le Suriname qui a un statut d'autonomie interne vis-à-vis des Pays-Bas est associé à la CEE. | | |        |
| Convention d'association des Antilles néerlandaises avec la Communauté économique européenne | 1er octobre 1964   | | Les Antilles néerlandaises, qui ont un statut d'autonomie interne vis-à-vis des Pays-Bas, sont associées à la CEE. | | |        |
| Décolonisation                                                                               | 1962–1973          | | | | Zambie, Zimbabwe |        |
| Premier élargissement de la Communauté économique européenne Traité de Bruxelles             | 1er janvier 1973   | Danemark (Groenland), Irlande, Royaume-Uni (Gibraltar)                                                                                                | Anguilla, Antigua-et-Barbuda, Bahamas, Belize, Bermudes, Brunei, Dominique, îles Caïmans, Géorgie du Sud-et-les îles Sandwich du Sud, Grenade, Kiribati, îles Malouines, Montserrat, îles Pitcairn, Sainte-Hélène, Saint-Christophe-et-Niévès, Sainte-Lucie, Saint-Vincent-et-les-Grenadines, Îles Salomon, Seychelles, Îles Turks-et-Caïcos, Tuvalu, Vanuatu, îles Vierges britanniques, Territoire antarctique britannique, Territoire britannique de l'océan Indien | îles Féroé, Akrotiri et Dhekelia, île de Man, Jersey, Guernesey, Hong Kong                                                                                      | |        |
| Décolonisation                                                                               | 1973–1980          | | | | Bahamas, Comores, Djibouti, Dominique, Tuvalu, Grenade, Kiribati, Sainte-Lucie, Saint-Vincent-et-les-Grenadines, Îles Salomon, Seychelles, Suriname, Tuvalu, Vanuatu                                                                         |        |
| Deuxième élargissement de la Communauté économique européenne Traité d'Athènes               | 1er janvier 1981   | Grèce | | Communauté monastique du mont Athos | |        |
| Décolonisation                                                                               | 1981–1984          | | | | Antigua-et-Barbuda, Belize, Brunei, Saint-Christophe-et-Niévès |        |
| Référendum sur le retrait de la CEE du Groenland                                             | 1er janvier 1985   | | Retrait de la CEE du Groenland à la suite d'un référendum. | | |        |
| Troisième élargissement de la Communauté économique européenne Traité de Madrid/Lisbonne     | 1er janvier 1986   | Espagne (Îles Canaries, Plazas de soberanía), Portugal (Açores, Madère)                                                                               | Aruba devient un État du royaume des Pays-Bas à part entière et conserve son statut de PTOM. | Macao | |        |
| Réunification allemande Traité d'unification                                                 | 3 octobre 1990     | La République démocratique allemande et Berlin (aussi bien l'Est que l'Ouest) sont réintégrés dans la République fédérale d'Allemagne.                | | | |        |
| Quatrième élargissement de l'Union européenne Traité de Corfou                               | 1er janvier 1995   | Autriche, Finlande (îles Åland), Suède | | | |        |
| Région administrative spéciale                                                               | 1er juillet 1997   | | | | Hong Kong repasse sous souveraineté chinoise. |        |
| Région administrative spéciale                                                               | 20 décembre 1999   | | | | Macao repasse sous souveraineté chinoise. |        |
| Cinquième élargissement de l'Union européenne Traité d'Athènes Traité de Luxembourg          | 1er mai 2004       | Chypre (Zone tampon des Nations unies et Chypre du Nord de jure), Estonie, Hongrie, Lettonie, Lituanie, Malte, Pologne, Slovaquie, Slovénie, Tchéquie | | | |        |
| Cinquième élargissement de l'Union européenne Traité d'Athènes Traité de Luxembourg          | 1er janvier 2007   | Bulgarie, Roumanie | | | |        |
| Dissolution de la fédération des Antilles néerlandaises                                      | 10 octobre 2010    | | Les Antilles néerlandaises sont dissoutes mais Bonaire, Curaçao, Saba, Saint-Eustache et Saint-Martin conservent leur statut de PTOM. | | |        |
|                                                                                              | 1er janvier 2012   | | Saint-Barthélemy devient un PTOM. | | |        |
| Sixième élargissement de l'Union européenne Traité de Bruxelles                              | 1er juillet 2013   | Croatie | | | |        |
| Référendum mahorais de 2009                                                                  | 1er janvier 2014   | Mayotte devient une RUP. | | | |        |
| Retrait du Royaume-Uni de l'Union européenne                                                 | 31 janvier 2020    | | | | |        |